# SK Olympic Handball Gymnasium
SK Olympic Handball Gymnasium (kor. SK올림픽핸드볼경기장) – hala widowiskowo-sportowa zlokalizowana w Parku Olimpijskim w dzielnicy Bangi-dong, Songpa-gu, w Seulu, w Korei Południowej. Arena została wybudowana od września 1984 roku do kwietnia 1986 roku.

## Historia
Przed rokiem 2011 obiekt znany był jako Olympic Fencing Gymnasium lub Olympic Gymnasium No. 2. Arena ta była gospodarzem zawodów w szermierce oraz części zawodów pięcioboju nowoczesnego podczas Letnich Igrzysk Olimpijskich w 1988 roku. W 2011 roku została przebudowana na potrzeby rozgrywania meczów piłki ręcznej, co kosztowało 43,4 miliarda wonów, a boiska dostosowano specjalnie do tej dyscypliny. Obiekt został przemianowany na SK Olympic Handball Gymnasium i służył jako hala dla ligi piłki ręcznej w Korei (SK Handball Korea League).